# Robert Tocquet
 (avril 2024).
Si vous disposez d'ouvrages ou d'articles de référence ou si vous connaissez des sites web de qualité traitant du thème abordé ici, merci de compléter l'article en donnant les références utiles à sa vérifiabilité et en les liant à la section « Notes et références ».
Robert Tocquet, né le 5 juin 1898 à Saint-Oulph dans l'Aube et mort le 23 septembre 1993 à Issy-les-Moulineaux, est un enseignant français.
Outre des fonctions diverses dans l'enseignement, professeur de sciences physiques, chimiques et naturelles, ce fut un esprit d'un savoir encyclopédique en de nombreux domaines.
Il est auteur de 53 ouvrages, la plupart traduits en une dizaine de langues, sur des sujets aussi variés que la santé, l'art de rester jeune, le développement personnel, celui de la mémoire, la prestidigitation, etc., et pour lesquels il reçut divers prix et récompenses.
Il est également connu pour s'être intéressé et investi dans la parapsychologie, par diverses études et interventions dans des domaines tels : métagnomie, dessins médiumniques, formations d'ectoplasmes, clairvoyance, télékinésie, télépathie, etc.
À ce titre il fut membre et devint président de l'Institut métapsychique international (9 octobre 1982) et put rencontrer et dialoguer avec de grands parapsychologues de cette époque (Charles Richet, René Sudre, Eugène Osty, René Warcollier, etc.).
Ayant écrit un livre intitulé Vivre cinq fois vingt ans, il mourut à l'âge de 95 ans.

## Ouvrages
- guide pratique des remèdes naturels

- La Vie sur les planètes, Collections Microcosme « le Rayon de la science » no 4, Paris, Le Seuil, 1960
- Cultivez votre cerveau, Les Productions de Paris, 1960
- Le Calcul mental à la portée de tous, 1962
- Les Pouvoirs secrets de l'homme, J'ai lu, coll. « L'Aventure mystérieuse », n° A273
- Les Mystères du surnaturel, J'ai lu, coll. « L'Aventure mystérieuse », n° A275
- Médiums et fantômes, Publications premières, Paris, 1970
- Manuel de thérapeutique naturelle, Éditions Dangles, 1979
- Les hommes phénomènes et personnages d'exception, Robert Laffont, coll. « Les énigmes de l'univers », 1979
- Les Pouvoirs de la volonté, Éditions Godefroy, 1988
- Longue vie, Éditions Godefroy, 1997